# Yuki Furihata
Rana Okada (jap. 由紀降旗 Furihata Yuki; ur. 14 czerwca 1985) – japońska snowboardzistka specjalizująca się w Halfpipe'ie. Jak do tej pory nie startowała na igrzyskach olimpijskich. Najlepszy wynik na mistrzostwach świata osiągnęła na mistrzostwach w Kangwŏn, gdzie zajęła 38. miejsce w halfpipe’ie. Najlepsze wyniki w Pucharze Świata osiągnęła w sezonie 2012/2013, kiedy to zajęła 40. miejsce w klasyfikacji generalnej (AFU), a w klasyfikacji halfpipe’u była 18.

## Sukcesy

### Mistrzostwa Świata
| Miejsce | Dzień       | Rok  | Miejscowość | Konkurencja | Zwycięzca |
| ------- | ----------- | ---- | ----------- | ----------- | --------- |
| 38.     | 23 stycznia | 2009 | Kangwŏn     | Halfpipe    | Liu Jiayu |

### Puchar Świata

#### Miejsca w klasyfikacji generalnej
- 2006/2007 - 95.
  - AFU[2]
- 2012/2013 - 23.
- 2013/2014 -

#### Pozostałe miejsca na podium w zawodach
1. Stoneham – 18 stycznia 2014 (Halfpipe) - 2. miejsce